# Ectasia durale
L'ectasia durale è l'allargamento o il rigonfiamento del sacco di dura madre che circonda la colonna vertebrale. È più frequente a livello lombosacrale, dove la pressione esercitata dal liquido cefalorachidiano sui tessuti che lo contengono è più elevata, ma il canale spinale può presentare ectasia in qualsiasi suo tratto.

## Eziologia
L'ectasia durale è comune nella sindrome di Marfan (dove si manifesta nel 63-92% degli individui affetti); può manifestarsi anche nella sindrome di Ehlers-Danlos, nella spondilite anchilosante, nella neurofibromatosi di tipo 1 e a seguito di un trauma a livello lombosacrale. In particolare, si è ipotizzato che nella neurofibromatosi di tipo 1 la dura madre può essere indebolita dal punto di vista meccanico per via dell'infiltrazione di prospicienti neurofibromi di tipo plessiforme; tale indebolimento può portare all'ectasia.

## Clinica

### Segni e sintomi
I sintomi più frequenti sono lombalgia, spossatezza, cefalea, iposensibilità degli arti inferiori, dolore agli arti inferiori, dolori rettali, dolori genitali, ritenzione urinaria, incontinenza urinaria. In alcuni pazienti l'ectasia durale è asintomatica, e nei pazienti sintomatici la sintomatologia è spesso esacerbata dalla posizione eretta.

### Esami di laboratorio
La diagnosi è effettuata mediante risonanza magnetica nucleare e tomografia computerizzata.

## Trattamento

### Trattamento chirurgico
Nella maggior parte dei casi l'ectasia durale non richiede chirurgia correttiva e viene pertanto trattata in modo conservativo.

### Trattamento farmacologico
L'acetazolamide si è dimostrato efficace nell'alleviare i sintomi dell'ectasia durale nei pazienti con sindrome di Marfan.